# Маунт-Вернон
Ма́унт-Ве́рнон (англ. Mount Vernon) — плантация Джорджа Вашингтона близ города Александрия в округе Фэрфакс (штат Виргиния) на берегу реки Потомак, в 24 км к югу от столицы США. С 1960 года имеет статус Национального исторического памятника.
Поместье названо Лоуренсом Вашингтоном (старшим братом политика) в честь британского адмирала Вернона, под началом которого Лоуренс участвовал в осаде Картахены. Джордж Вашингтон, унаследовав плантацию в 1751 году, построил двухэтажный деревянный усадебный дом (1757) и ряд других сооружений (включая винокурню). Он постоянно жил в Маунт-Верноне в промежутках между исполнением государственных обязанностей, до самой смерти в 1799 году. В поместье сохранились мебель первого президента США и его личные вещи. Здесь же он похоронен вместе с супругой Мартой.

## В культуре
- На территории поместья происходит одна из сцен фильма «Сокровище нации: Книга тайн». Герой Николаса Кейджа использует секретный подземный ход из дома, чтобы остаться наедине с президентом США и выведать у него, где находится президентская книга тайн.
- В одной из миссий компьютерной игры Assassin’s Creed Rogue главному герою предстоит проникнуть в Маунт-Вернон и убить брата Джорджа Вашингтона — Лоуренса, который в то время являлся владельцем поместья. По сюжету игры Лоуренс является мастером-тамплиером и погибает от руки ассасина, а не умирает своей смертью.

### Статьи
- Charles C. Wall. Notes on the Early History of Mount Vernon (англ.) // The William and Mary Quarterly. — Omohundro Institute of Early American History and Culture, 1945. — Vol. 2, iss. 2. — P. 173-190. — doi:10.2307/1923518.